# Wojciech Bogusławski
Wojciech Romuald Bogusławski (Glinno, 9 aprile 1757 – Varsavia, 23 giugno 1829) è stato un attore teatrale, direttore teatrale e drammaturgo polacco noto esponente dell'Illuminismo in Polonia. Da diversi critici è stato definito il padre del teatro polacco.
Direttore del Teatr Narodowy (Teatro Nazionale) di Varsavia, (successivamente trasformatosi nell'Università della Musica Fryderyk Chopin) in vari periodi (1783-1785, 1790-1794, 1799-1814), è noto soprattutto in Patria, poco nel resto dell'Europa. Egli scrisse "Miracolo immaginario, o cracoviani e montanari" (Cud mniemany, czly Krakowiacy i Górale), proibito dai diplomatici russi dopo la terza sera. Riuscì a far approvare una legge che tassasse gli spettacoli tenuti nel Teatro Nazionale, affinché questo potesse autosovvenzionarsi.